# Amerikai lepkekabóca
A kabócák rendszertani besorolása nem egységes. A jelenleg elfogadott besorolás szerint az amerikai lepkekabóca (Metcalfa pruinosa) a rovarok (Insecta) osztályába, a kabócák (Auchenorrhyncha) rendjébe, a lepkekabócák (Flatidae) családjába tartozó faj.
Az inváziós kabócafajok elsősorban az emberi tevékenységgel kapcsolatosan jelennek meg és mesterséges környezetben válnak tömegessé. Jelentős barriereken (pl. óceánok) átjutva olyan területekre kerülhetnek, melyek számukra is alkalmas élőhelyek. Az új területre behurcolt fajok általában megszabadulnak természetes ellenségeiktől, ami számukra számos előnnyel járhat, pl. a fajok gyorsan szétterjednek.

## Származásuk, elterjedésük
Az amerikai lepkekabócát a növénytermesztéssel kapcsoltan 1979-ben Amerikából hurcolták be Észak-Olaszországba. Elsősorban Európa melegebb vidékein terjedt – főleg a Mediterráneumban – majd további európai terjedését egyre több közlemény igazolta. Megfigyelték a fajt Svájcban, Szlovéniában, Horvátországban, Ausztriában és Csehországban is.
Magyarországon 2004-ben írták le először az új kártevőt, amely jelentős terjedést mutat. Legelőször főként a fás szárú növényeken, majd átterjedt a lágy szárú növényekre is. Ma már megtalálható a házikertekben, a gyümölcsösökben, de megél a gyomnövényeken is. A faj biztos előfordulását a növények szárán, sarjhajtásain és a levelek fonákján megjelenő fehér viaszváladék jelzi.

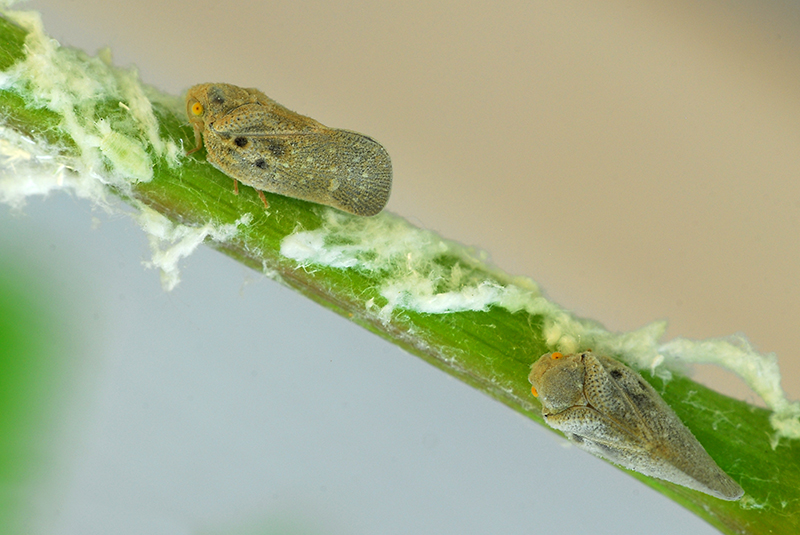
Kifejlett lepkekabócák, imágók

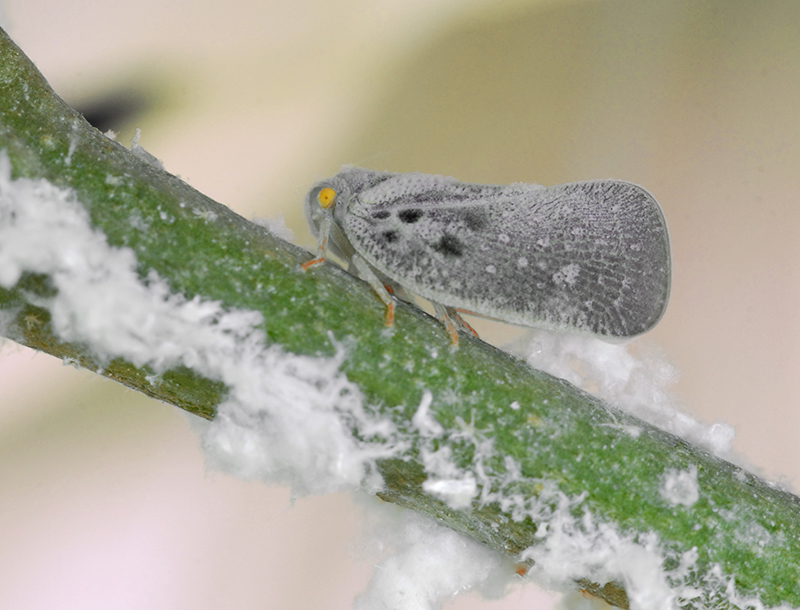
Imágó

## Szaporodásuk, megjelenésük
A nőstény kabócák fűrészes tojócsövet viselnek, mellyel a növények szárát felhasítják. Az ősz folyamán ebbe a hasadékba rejtik el tojásaikat, ahol védve vannak, és akadálytalanul tudnak fejlődni. A tojások telelnek át.

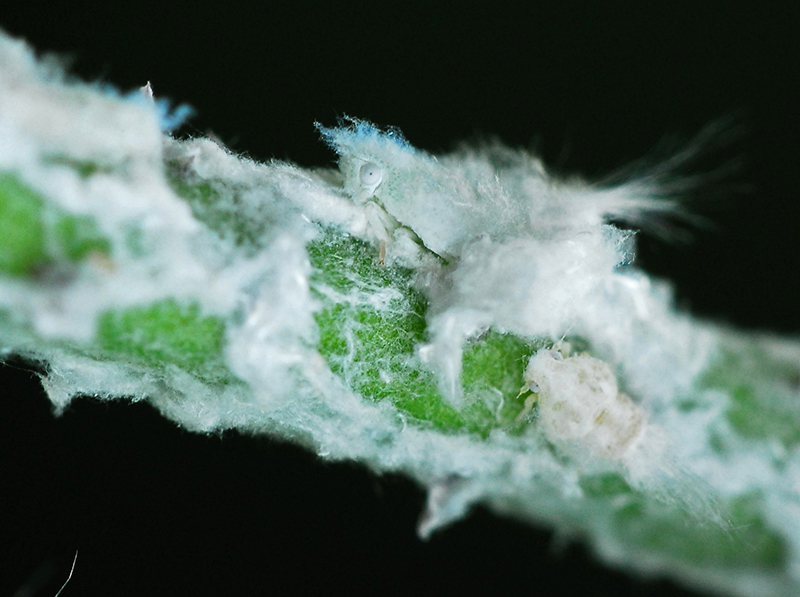
Lepkekabócák gyapjas viaszpehelyben

Május végén megjelennek a tojásból kikelő világoszöld színű lárvák, melyek ezután négy fejlődési stádiumon mennek keresztül. A lárvák a kifejlett egyedektől nagyon eltérőek. Korai formáikban szárnyaik még nincsenek, szárnykezdemények csak az utolsó két stádiumban láthatók. Potrohukon viaszfonalakból álló pamacsot viselnek. Méretük igen változó, attól függ melyik növekedési szakaszban vannak. Egy kifejlődött nimfa mérete 4mm a letöredezett viasz szálak nélkül. A vedlés folyamán a nimfák bőre a hátoldaluk közepén fölreped, és a szárnyas, kezdetben még fehér kabóca bújik ki belőle. A lárvák és a szárnykezdeményes nimfa stádiumok csoportosan, telepeken élnek. Potrohukból viaszszerű anyagot izzadnak ki, amely folyamatosan termelődik. A viaszfonalakból álló sűrű gyapjas pehellyel körbe burkolják magukat és azokat a helyeket is, ahol megtelepednek, ami védelmet nyújt a ragadozók és a kiszáradás ellen. Rajzásuk július közepétől nyár végéig tart. Ekkor jelennek meg a 6-8mm nagyságú kifejlett egyedek az imágók. Színük változó, lehet barnás, szürkés, kékes színű. Hatalmas szemük sárga. A szárnyak háztetőszerűen borítják a test hátoldalát és hegyes szögben záródnak. Testfelületüket finom viaszpor fedi.
Hazánkban évente egy nemzedéke fejlődik.

## Életmódjuk
Az amerikai lepkekabóca a szipókás rovarokhoz (Rhynchota) tartozik. Tápnövényválasztásuk szerint polifág, azaz mindenevő fajok. A lárva és a teljesen kifejlett stádiumban egyaránt szúró szívó szájszervükkel, a szipókával szívogatják a növények nedveit. A nedvszívogatás következményeként nagy mennyiségű ragadós ürüléket, mézharmatot ürítenek, és ebben rejlik kártékonyságuk is, hiszen a ragacsos leveleken gyakran megtelepszik a korompenész, további károsodást okozva az érintett növényekben.
A kabócák jellemzően igen élénk állatok. Lábaik erőteljesek, vastagcombú hátsó lábuk ugrólábbá alakult, aminek következtében könnyen tudnak szökdécselni. Veszély esetén gyors helyváltoztatásra képesek, szempillantás alatt pattanva menekülnek. Repülni is tudnak, azonban nem tartoznak a jól repülő rovarok közé.

## A lepkekabócák elleni védekezés
Az amerikai lepkekabóca nem a legújabb inváziós rovar Magyarországon, de komoly fejtörést okoz a kártevő elleni védekezés, hiszen a melegigényes faj szaporodásának és terjedésének kedvezett az utóbbi évek szokatlanul meleg időjárása. A permetezés mellőzése célszerű, ugyanis a rendelkezésre álló vegyszerek nem szelektívek, így más rovarfajokat is elpusztítana. Ezen kívül a permetezés a lakott területek közelsége miatt komoly kockázatot is jelent.
A kabócák ellen védekezni leghatásosabban mechanikus úton lehetséges. A fertőzött növényi részek folyamatos levágásával megelőzhető a kártevő felszaporodása, illetve az egyedszám egyensúlyban tartható, de ez a módszer, elsősorban kiskertekben végezhető hatásosan.
Természetes ellenségük eddig Magyarországon nem volt ismeretes, azonban több európai országból is jelezték, hogy megjelent az amerikai lepkekabóca természetes ellensége, egy fürkészdarázs (Neodryinus typhlocybae), amely remélhetőleg a kártevő gyérítésében játszik majd szerepet.

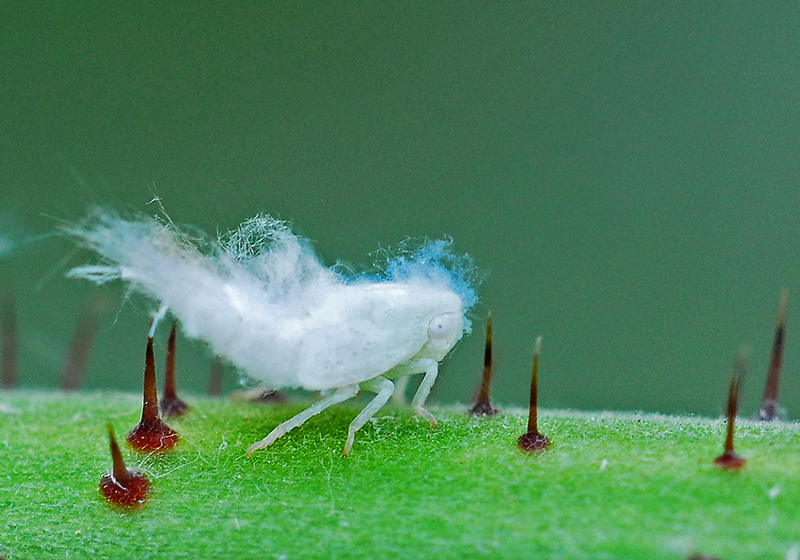
Szárnykezdeményes nimfa
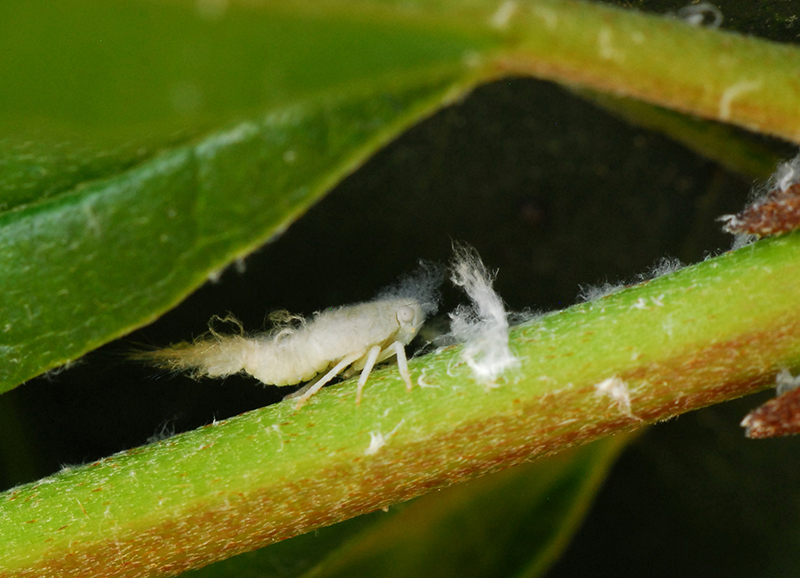
Nimfa stádium
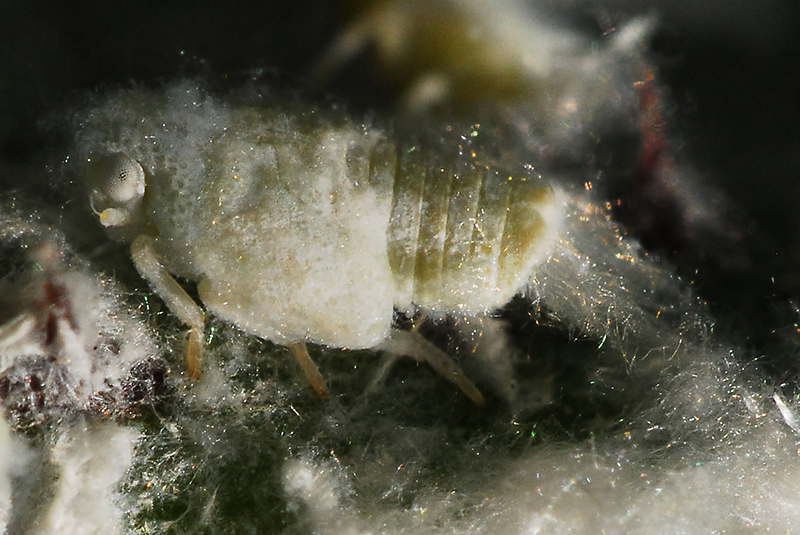
Lárva, potrohából viaszfonalakkal
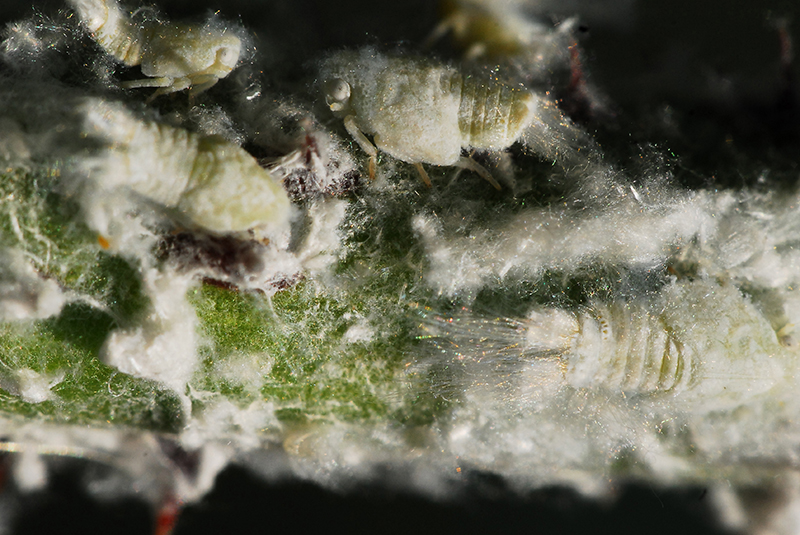
Lárvák viaszfonalakkal
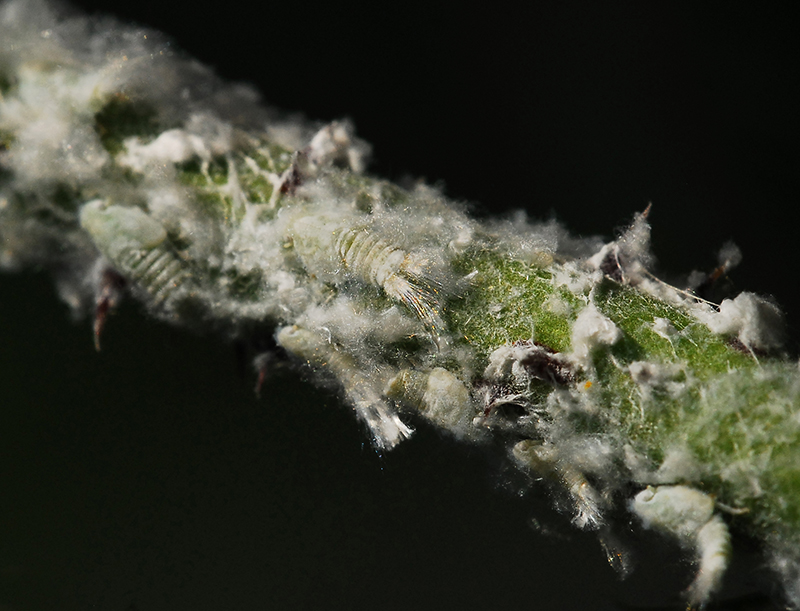
A lárvák csoportosan fejlődnek
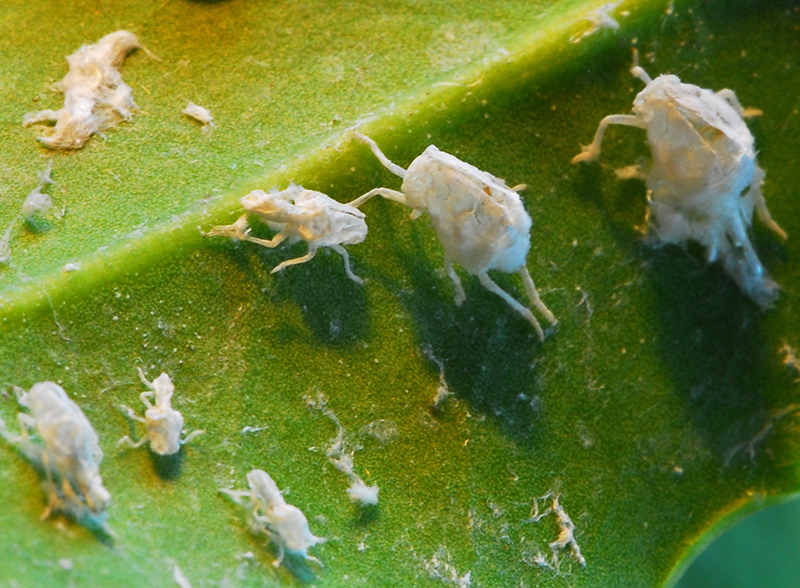
A vedlés során levetett lárvabőrök